# پروسرپینا ۲۶
سیارک ۲۶ (به انگلیسی: 26 Proserpina) بیست و ششمین سیارک کشف شده‌است که در ۵ مه ۱۸۵۳ و در دوسلدورف کشف شد.
قدر مطلق سیارک برابر ۷٫۵۰ است.